# Звежинець-Перший
Звежинець-Перший (пол. Zwierzyniec Pierwszy) — село в Польщі, у гміні Опатув Клобуцького повіту Сілезького воєводства.
Населення — 430 осіб (2011).
У 1975-1998 роках село належало до Ченстоховського воєводства.

## Демографія
Демографічна структура станом на 31 березня 2011 року:
|          | Загалом | Допрацездатний вік | Працездатний вік | Постпрацездатний вік |
| -------- | ------- | ------------------ | ---------------- | -------------------- |
| Чоловіки | 213     | 34                 | 149              | 30                   |
| Жінки    | 217     | 34                 | 138              | 45                   |
| Разом    | 430     | 68                 | 287              | 75                   |